# Liste der Monuments historiques in Jujurieux
Die Liste der Monuments historiques in Jujurieux führt die Monuments historiques in der französischen Gemeinde Jujurieux auf.

## Liste der Bauwerke
| Bezeichnung                  | Beschreibung                  | Standort                         | Kennzeichnung | Schutzstatus   | Datum     | Bild           |
| ---------------------------- | ----------------------------- | -------------------------------- | ------------- | -------------- | --------- | -------------- |
| Schloss La Tour-des-Échelles | Erbaut ab dem 12. Jahrhundert | (Lage)                           | PA00116416    | Inscrit Classé | 1949 1977 | weitere Bilder |
| Établissements C.J. Bonnet   | Erbaut im 19. Jahrhundert     | L’Usine Rue Côte-Letesier (Lage) | PA01000011    | Inscrit        | 2003      | weitere Bilder |
| Taubenturm                   | Erbaut im 17./18. Jahrhundert | (Lage)                           | PA00116417    | Inscrit        | 1984      | weitere Bilder |

## Liste der Objekte
- Monuments historiques (Objekte) in Jujurieux in der Base Palissy des französischen Kultusministeriums